# مايك شامبيون
مايك شامبيون (بالإنجليزية: Mike Champion)‏ هو لاعب كرة قاعدة أمريكي، ولد في 24 سبتمبر 1955 في مونتغومري في الولايات المتحدة.

## وصلات خارجية
- مايك شامبيون على موقعبيزبول رفرنس.كوم (الدوري الرئيسي) (الإنجليزية)
- مايك شامبيون على موقعبيزبول رفرنس.كوم (الدوري الثانوي) (الإنجليزية)
- مايك شامبيون على موقع مشجعي الرسوم البيانية (الإنجليزية)